# Zsolt Petry
Zsolt Petry (ur. 23 września 1966 roku w Budapeszcie) – węgierski piłkarz grający w trakcie swojej kariery na pozycji bramkarza. Od 2008 trener bramkarzy w reprezentacji Węgier, a od 2009 w TSG 1899 Hoffenheim.

## Kariera klubowa
Petry jest wychowankiem MTK Hungária. W klubie tym grał w latach 1985–1987, po czym przeszedł do Videotonu. W sezonie 1990/1991 grał w Honvédzie Budapeszt, po czym wyjechał do Belgii, by grać w KAA Gent. W gandawskim klubie grał cztery lata, po czym został zawodnikiem tureckiego Gençlerbirliği SK. W klubie tym grał jednak tylko rok, wracając następnie do Belgii, by tym razem grać w Royalu Charleroi. Swoją dobrą grą w tym klubie spowodował, iż zainteresował się nim Feyenoord. Jednakże w klubie tym nie zagrał ani jednego meczu, podobnie jak w dwóch następnych klubach: Eintrachcie Frankfurt i MTK. W 2000 roku przeszedł do fińskiego KTP Kotka. Następnie występował w Dunaferr SE. Pod koniec swojej kariery trafił do słabszych niemieckich klubów: SC Paderborn 07 oraz SV Babelsberg 03. Karierę zakończył w 2005 roku.

## Kariera reprezentacyjna
W 1984 roku był w składzie reprezentacji Węgier U-19, gdy wygrywała ona Mistrzostwa Europy. W reprezentacji seniorów zadebiutował w 1988 roku. Grał w niej w 38 meczach, do 1996 roku.

## Kariera trenerska
W 2004 roku Petry został grającym trenerem bramkarzy w SC Paderborn 07. Po zakończeniu kariery nadal trenował bramkarzy w tym klubie. 15 maja 2008 został trenerem bramkarzy w reprezentacji Węgier, której selekcjonerem był ówcześnie Erwin Koeman. W 2009 roku zaprzestał trenowania bramkarzy w Paderborn; od tamtego czasu jest trenerem bramkarzy w TSG 1899 Hoffenheim.

## Nagrody i sukcesy
- 1984 Mistrzostwa Europy U-19
- 1986/1987 Nemzeti Bajnokság I.
- 1990 Węgierski Piłkarz Roku
- 1990/1991 Nemzeti Bajnokság I.